# Anna Maria Di Sciullo
Anna Maria Di Sciullo é uma linguista ítalo-canadense, professora da Universidade do Quebec em Montreal. Ela é uma das principais pesquisadoras da área de biolinguística, linguística computacional e linguística teórica, seguindo o paradigma chomskyano. Em 1990, Di Sciullo recebeu o Prêmio de Excelência em Pesquisa e, em 2016, o Prêmio André Laurendeau.

## Obras
- Di Sciullo, Anna Maria, Marco Nicolis e Stanca Somesfalean. 2020. Comitative P. In J. Garzonio and S. Rossi (Eds.), Variation in P, Comparative Approaches to Adpositional Phrases. Oxford Studies in Comparative Syntax. Oxford University Press. 218-244. ISBN 978-0-190-93125-4
- Di Sciullo, Anna Maria. 2019. Unbounded Merge. Inference. International Review of Science, 4 (4). ISSN 2576-4403
- Di Sciullo, Anna Maria. 2017 (Ed.). Biolinguistics. Critical Concepts in Linguistics. Volume 1: Foundations; Volume II: Language Development; Volume III: Variation; Volume IV: Complexity and Efficiency. Routledge. Taylor and Francis. 1632p. ISBN 978-1-138-85915-9
- Di Sciullo, Anna Maria. 2017. Asymmetry and the language faculty. Revista Linguíʃtica. Gramática Gerativa: celebrando os 60 anos de Syntactic Structures (1957- 2017), 13(2): 88-107. (ISSN 2238-975x)
- Di Sciullo, Anna Maria e Lyle Jenkins. 2016. Biolinguistics and the Human Language Faculty. Language, 92(3): e1-e32. ISSN 1535-0665
- Di Sciullo, Anna Maria e Stanca Somesfalean. 2015. Object Pronouns in the Evolution of Romanian: a Biolinguistic Perspective. In V. Hill (Ed.), Formal Approaches to DPs in Old Romanian 269-290. Leiden, Boston. Brill. ISBN 978-90-04-28771-6
- Di Sciullo, A.M. 2015. On the Domain Specificity of the Human Language Faculty and the Effects of Principles of Computational Efficiency: Contrasting Language and Mathematics. LinguiStica. 11 (1) 28-56. (ISSN 2238-975x)
- Di Sciullo, Anna Maria. 2014. Minimalism and I-Morphology. In Peter Kosta, Steven Franks and Teodora Radeva-Bork (Eds.), Minimalism and Beyond: Radicalizing the interfaces. Amsterdam: John Benjamins. ISBN 978-9-027-20828-6
- Di Sciullo, Anna Maria. 2011. A Biolinguistic Approach to Variation. In A. M. Di Sciullo and C. Boeckx (Eds.), The biolinguistic Entreprise: New Perspectives on the Evolution and Nature of the Human Language Faculty, 305-328. Oxford: Oxford University Press. ISBN 978-0-199-55328-0
- Di Sciullo, Anna Maria et al. 2010. The Biological Nature of Human Language. Biolinguistics 4: 4-34. ISSN 1450-3417
- Di Sciullo, Anna Maria e Dana Isac. 2008. The Asymmetry of Merge. Biolinguistics 2: 260-290. ISSN 1450-3417
- Di Sciullo, Anna Maria. 2005. Asymmetry in Morphology. Cambridge. Mass: The MIT Press. ISBN 978-0-262-04229-1
- Di Sciullo, Anna Maria. 2003 (Ed.). Asymmetry in Grammar. vol. 1: Syntax and Semantics. Amsterdam: John Benjamins. 405p. ISBN 978-9-027-22778-2 | Asymmetry in Grammar. vol. 2: Morphology, Phonology, Acquisition. Amsterdam: John Benjamins. 309p. ISBN 978-9-027-22779-9
- Di Sciullo, Anna Maria. 2000. Parsing Asymmetries. Natural Language Processing. Lecture Notes in Computer Science Volume 1835:1-15. Dordrecht: Springer. ISBN 978-3-540-67605-8
- Di Sciullo, Anna Maria. 1996. Modularity and X0/XP Asymmetries. Linguistic Analysis 26: 1-26. ISSN 0098-9053
- Di Sciullo, Anna Maria. 1993. The Complement Domain of a Head at Morphological Form. Probus: International Journal of Latin and Romance Linguistics 5: 95-125. ISSN 1613-4079
- Di Sciullo, Anna Maria e Edwin Williams. 1987. On the Definition of Word. Cambridge. Mass: The MIT Press. ISBN 978-0-262-54047-6
- Di Sciullo, Anna Maria. 1986. Théorie et Description en Grammaire Générative. Québec. Office de la langue française. 228 pp. ISBN 978-2-551-08982-6